# Лілія Остерло
Лілія Остерло (нім. Lilia Osterloh; нар. 7 квітня 1978) — колишня аменриканська тенісистка, розпочала професійну кар'ру в 1997 році.
Найвищу одиночну позицію рейтингу WTA — ранг 41 досягнула 23 квітня 2001 року.
Завершила кар'єру 2011 року.

## Фінали турнірів WTA

### Парний розряд: 3 (3–0)
| Перемога — Легенда (до/з 2009)               |
| -------------------------------------------- |
| Турніри Великого шолома (0–0)                |
| Турніри WTA Tour (0–0)                       |
| Tier I / Premier Mandatory & Premier 5 (0–0) |
| Tier II / Premier (0–0)                      |
| Tier III, IV & V / International (3–0)       |

| Титули за покриттям |
| ------------------- |
| Тверде (3–0)        |
| Трава (0–0)         |
| Ґрунт (0–0)         |
| Килим (0–0)         |

| Результат | Ранг | Дата           | Турнір                     | Категорія     | Покриття   | Партнер            | Опоненти in the final           | Рахунок in the final |
| --------- | ---- | -------------- | -------------------------- | ------------- | ---------- | ------------------ | ------------------------------- | -------------------- |
| Перемога  | 1.   | 16 жовтня 2000 | China Open (теніс), КНР    | Tier IVa      | Тверде (i) | Тамарін Танасугарн | Ріта Гранде Меган Шонессі       | 7-5, 6–1             |
| Перемога  | 2.   | 31 грудня 2007 | ASB Classic, Нова Зеландія | Tier IV       | Тверде     | Марія Коритцева    | Мартіна Мюллер Барбора Стрицова | 6–3, 6–4             |
| Перемога  | 3.   | 17 жовтня 2010 | Japan Women's Open, Японія | International | Тверде     | Чжан Кайчжень      | Аояма Сюко Фудзівара Ріка       | 6–0, 6–3             |